# Bahnhof Misakiguchi
Der Bahnhof Misakiguchi (jap. 三崎口駅, Misakiguchi-eki) ist ein Bahnhof auf der japanischen Insel Honshū. Er wird von der Bahngesellschaft Keikyū betrieben und befindet sich in der Präfektur Kanagawa auf dem Gebiet der Stadt Miura.

## Beschreibung
Misakiguchi ist die südliche Endstation der in Horinouchi beginnenden Keikyū Kurihama-Linie, die den südlichen Teil der Miura-Halbinsel erschließt, sowie der am südlichsten gelegene Bahnhof des gesamten Keikyū-Streckennetzes. Tagsüber fahren Nahverkehrszüge alle zehn bis zwanzig Minuten in Richtung Yokohama. Abends kommen einzelne Evening Wing (zuschlagpflichtige Schnellzüge aus Richtung Tokio) hier an. Der Busbahnhof auf dem Bahnhofsvorplatz ist Ausgangspunkt von rund zwei Dutzend Buslinien der Gesellschaft Keihin Kyūkō Bus.
Der Bahnhof steht im Süden des Stadtteils Hassemachi und ist in einen leicht abfallenden Hang hinein gebaut, teilweise auf einem Damm und in einem Einschnitt. Die Anlage ist von Nordosten nach Südwesten ausgerichtet und umfasst zwei Gleise, die beide dem Personenverkehr dienen. Sie liegen an teilweise überdachten Seitenbahnsteigen, die durch eine gedeckte Fußgängerpassage mit dem erhöht liegenden Empfangsgebäude an der Ostseite verbunden sind. Die Gleise enden nicht im Bahnhof selbst, sondern führen noch etwas mehr als fünfzig Meter weiter bis zur Unterführung der Nationalstraße 134.
Im Fiskaljahr 2019 nutzten durchschnittlich 16.683 Fahrgäste täglich den Bahnhof.

## Bilder

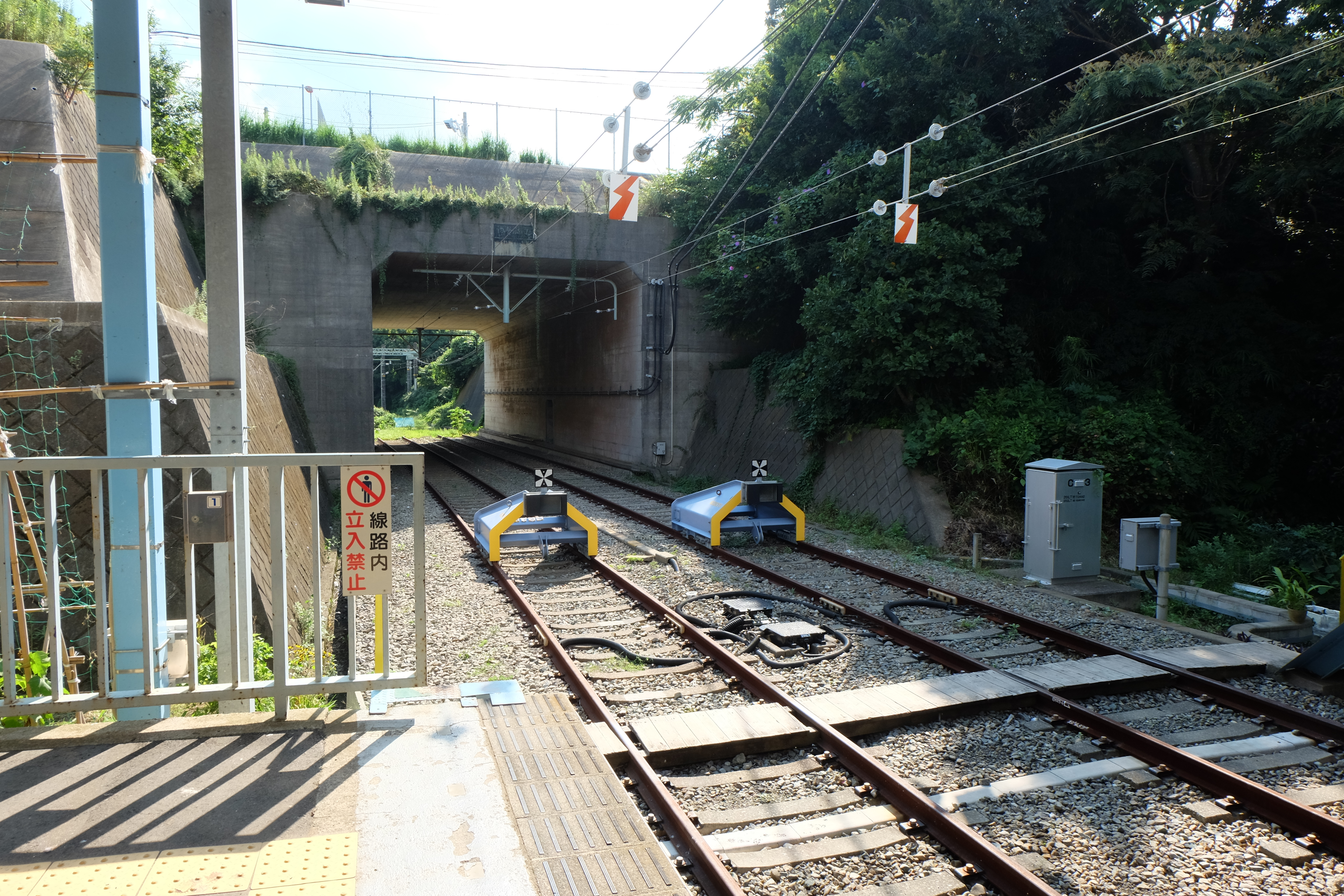
Streckenende
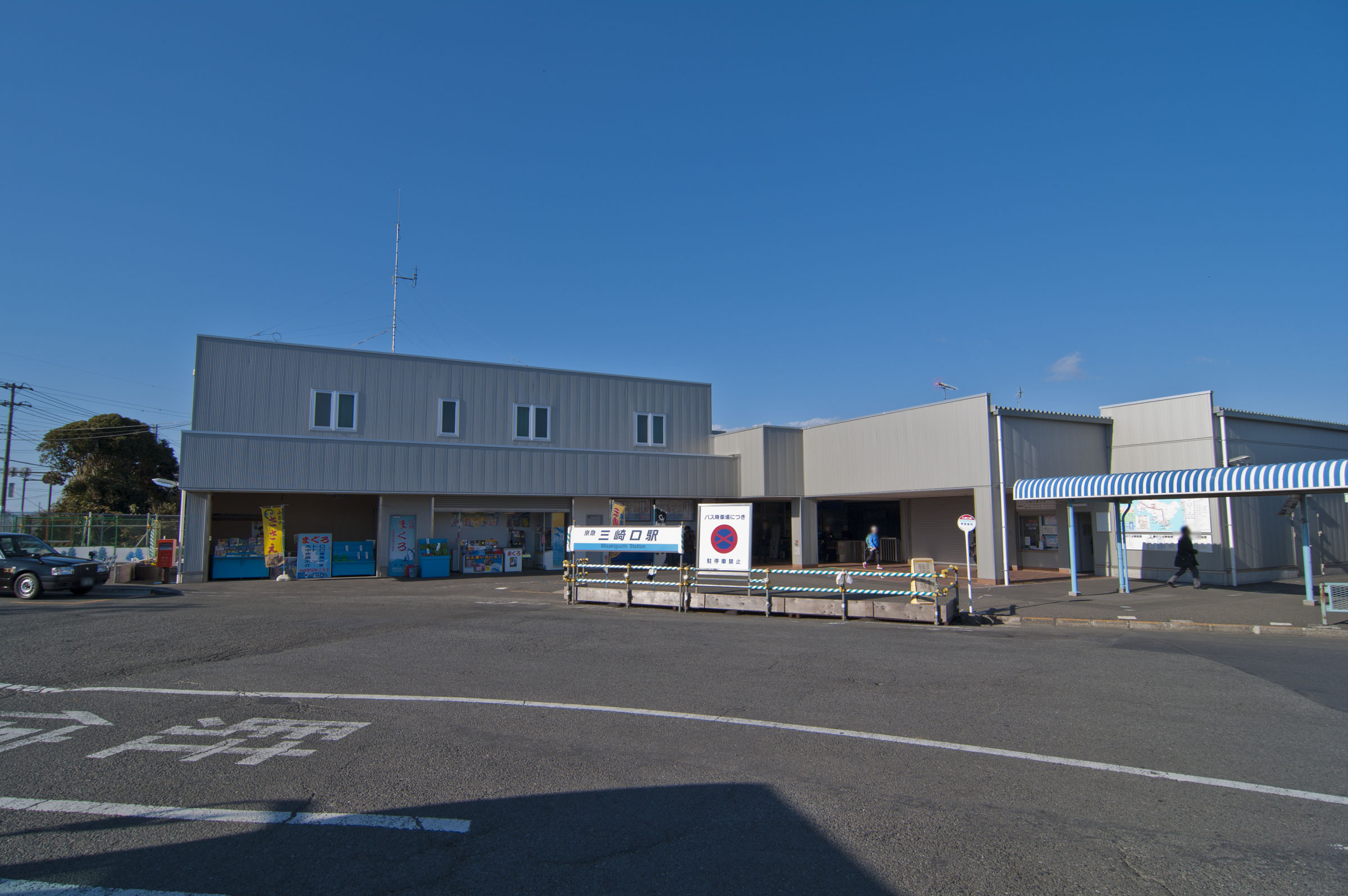
Empfangsgebäude
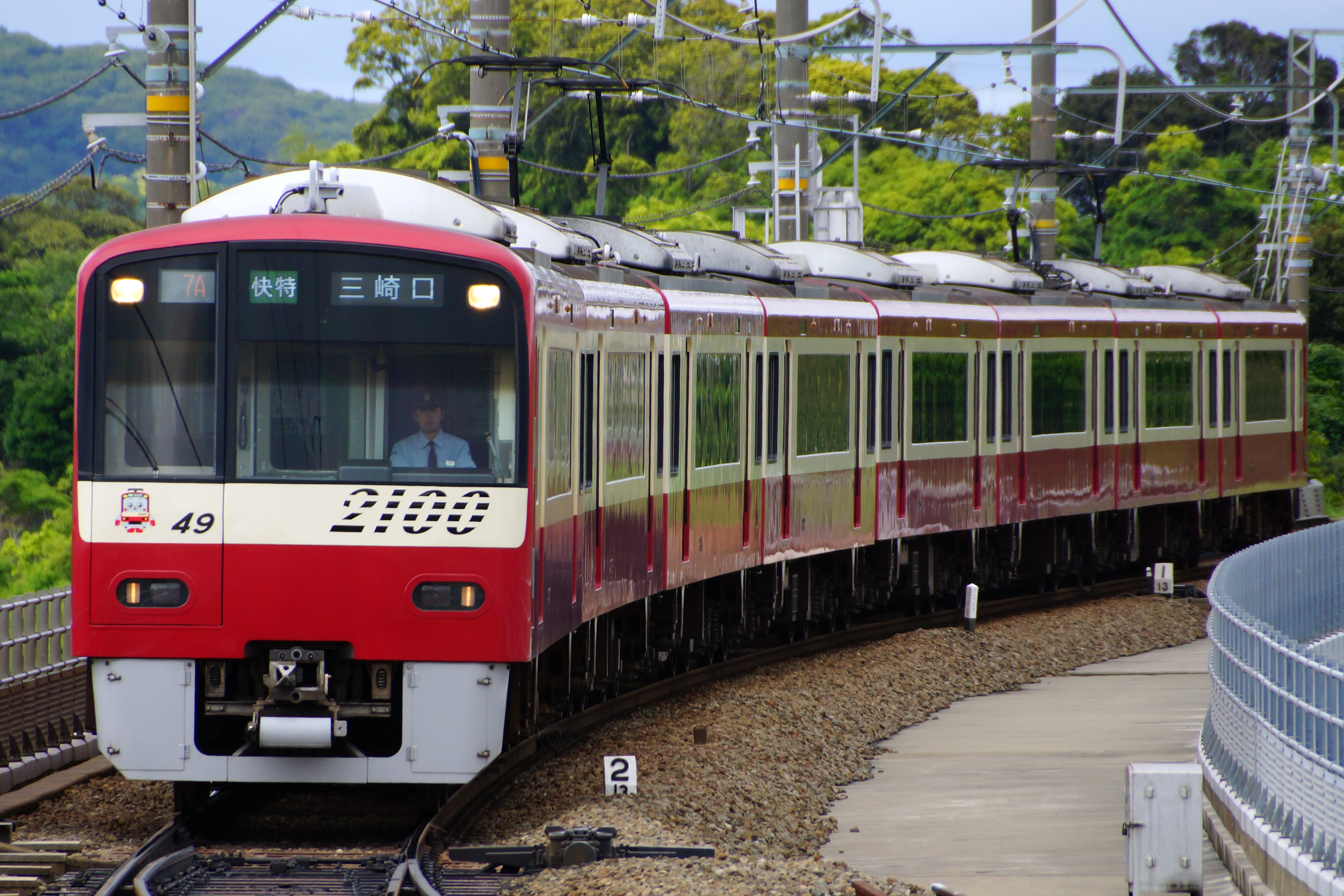
Triebzug der Baureihe 2100
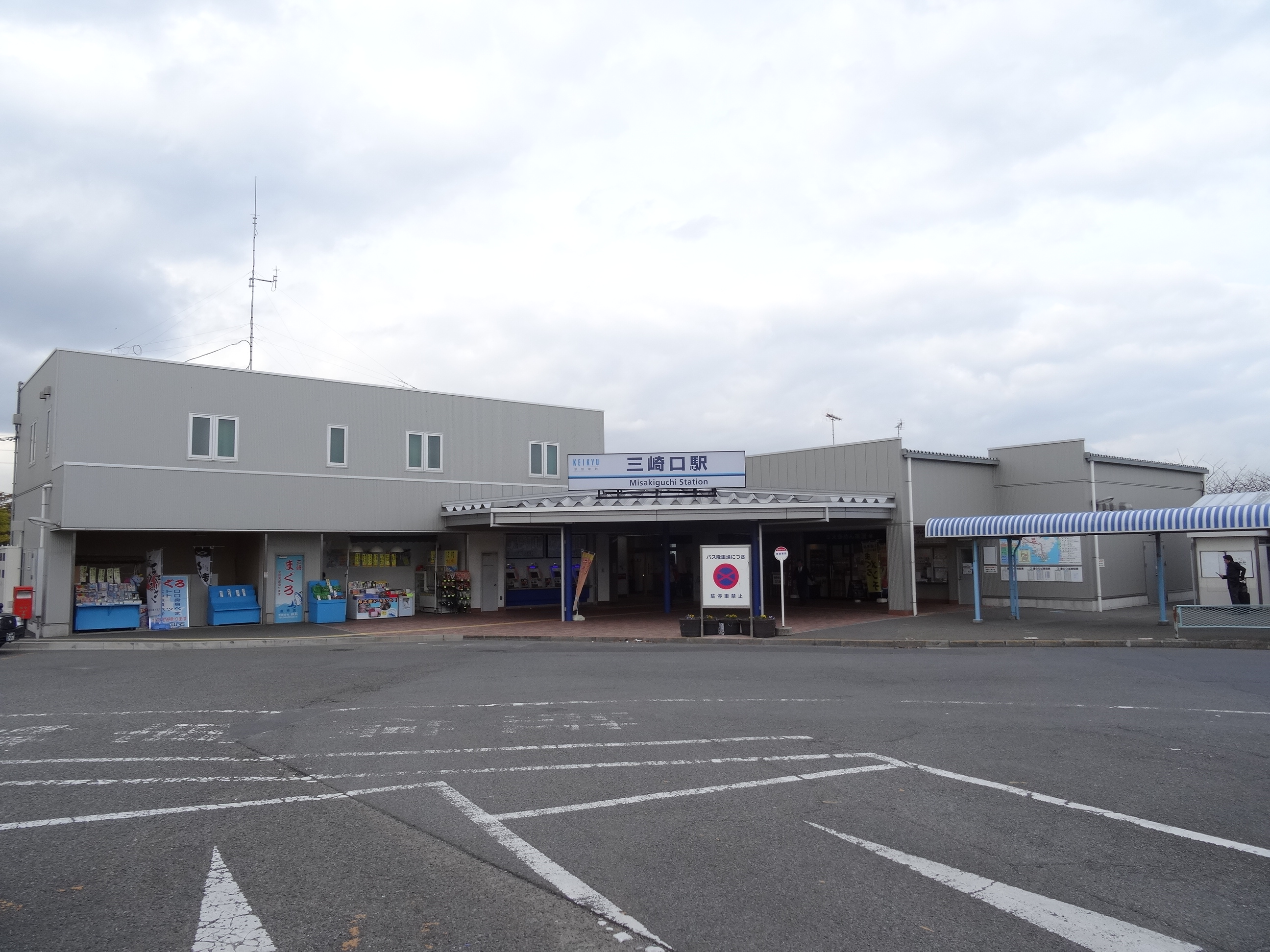
Bahnhofsgebäude (Dezember 2013)

## Gleise
| 1/2 | ▉ Keikyū Kurihama-Linie | Horinouchi • Yokohama • Flughafen Haneda • Shinagawa |

## Linien
| Verlauf der Keikyū Kurihama-Linie                                                                                             |
| --- |
| Horinouchi • Shin-Ōtsu • Kitakurihama • Keikyū Kurihama • YRP Nobi • Keikyū Nagasawa • Tsukuihama • Miurakaigan • Misakiguchi |

## Geschichte
Bereits in den 1930er Jahren hatte die Bahngesellschaft Shōnan Denki Tetsudō den Bau einer Strecke entlang der Südostküste der Miura-Halbinsel geplant. 1942 wurde der erste Abschnitt der späteren Kurihama-Linie bis Kurihama eröffnet, doch dann mussten die Bauarbeiten kriegsbedingt eingestellt werden. Erst zwei Jahrzehnte später nahm die Nachfolgerin Keikyū die Vollendung des Projekts in Angriff. 1966 reichte die Strecke bis nach Miurakaigan. Daraufhin wollte die Keikyū die Strecke bis zum Hafen von Misaki an der Südspitze der Halbinsel verlängern. Da sich der Grunderwerb im überbauten Gebiet als sehr schwierig erwies, entschloss sich die Bahngesellschaft 1970 dazu, die Strecke nur bis zur Bucht von Aburatsubo zu verlängern. Dort war zwei Jahre zuvor das Großaquarium Keikyu Aburatsubo Marine Park eröffnet worden.
Der aufwändige Grunderwerb zog die Bauarbeiten in die Länge. Außerdem erklärte die Regierung die Gegend um die Aburatsubo-Bucht zu einem Landschaftsschutzgebiet, was die Genehmigungsverfahren zusätzlich verkomplizierte. Schließlich beschloss die Bahngesellschaft den Abbruch der Bauarbeiten. Zu diesem Zeitpunkt reichte der fertiggestellte Teil bis zur Brücke der Nationalstraße 134. Unmittelbar davor wurde der – wie es damals schien – provisorische Endbahnhof Misakiguchi errichtet, wohin die Züge ab dem 26. April 1975 fuhren. Ob der noch fehlende Abschnitt jemals gebaut wird, ist ungewiss, zumal auch die Keikyū den Plan wegen fehlender Rentabilität nicht mehr weiterzuverfolgen scheint. Gründe dafür sind der Widerstand von Umweltschützern, der Rückgang der Einwohnerzahl und das Scheitern eines großen Wohnbauprojekts im Jahr 2016. Im Jahr 2011 wurde das Empfangsgebäude renoviert.